# Wólka Leszczańska
Wólka Leszczańska (prononciation : [ˈvulka lɛʂˈt͡ʂaɲska]) est un village polonais de la gmina de Żmudź dans le powiat de Chełm de la voïvodie de Lublin dans l'est de la Pologne.
Il se situe à environ 3 kilomètres à l'ouest de Żmudź (siège de la gmina), 19 kilomètres au sud-est de Chełm (siège du powiat) et 79 kilomètres à l'est de Lublin (capitale de la voïvodie).

## Histoire
De 1975 à 1998, le village est attaché administrativement à la voïvodie de Chełm.

Depuis 1999, il fait partie de la voïvodie de Lublin.